# 柱形梨螺
柱形梨螺（学名：Pyrunculus cylindricus）为凹塔螺科梨螺属的动物。属于暖水性种类。其多生活于潮下带水深60米珊瑚礁底。

## 外部連結
- 維基物種上的相關：柱形梨螺